# Sälsjön (Visnums socken, Värmland)
Sälsjön är en sjö i Degerfors kommun och Kristinehamns kommun i Värmland och ingår i Göta älvs huvudavrinningsområde. Sjön är 9,2 meter djup, har en yta på 2,11 kvadratkilometer och befinner sig 126 meter över havet. Sjön avvattnas av vattendraget Sälsjöbäcken. Vid provfiske har abborre, gers, gädda och mört fångats i sjön.

## Delavrinningsområde
Sälsjön ingår i det delavrinningsområde (656765-141326) som SMHI kallar för Utloppet av Sälsjön. Medelhöjden är 138 meter över havet och ytan är 13,92 kvadratkilometer. Det finns inga avrinningsområden uppströms utan avrinningsområdet är högsta punkten. Sälsjöbäcken som avvattnar avrinningsområdet har biflödesordning 4, vilket innebär att vattnet flödar genom totalt 4 vattendrag innan det når havet efter 257 kilometer. Avrinningsområdet består mestadels av skog (73 procent). Avrinningsområdet har 2,22 kvadratkilometer vattenytor vilket ger det en sjöprocent på 16 procent.